# Vitt treblad
Vitt treblad (Trillium albidum) är en nysrotsväxtart som beskrevs av J.D.Freeman. Enligt Catalogue of Life och Dyntaxa ingår Vitt treblad i släktet treblad och familjen nysrotsväxter. Arten förekommer tillfälligt i Sverige, men reproducerar sig inte. Inga underarter finns listade.

## Bildgalleri

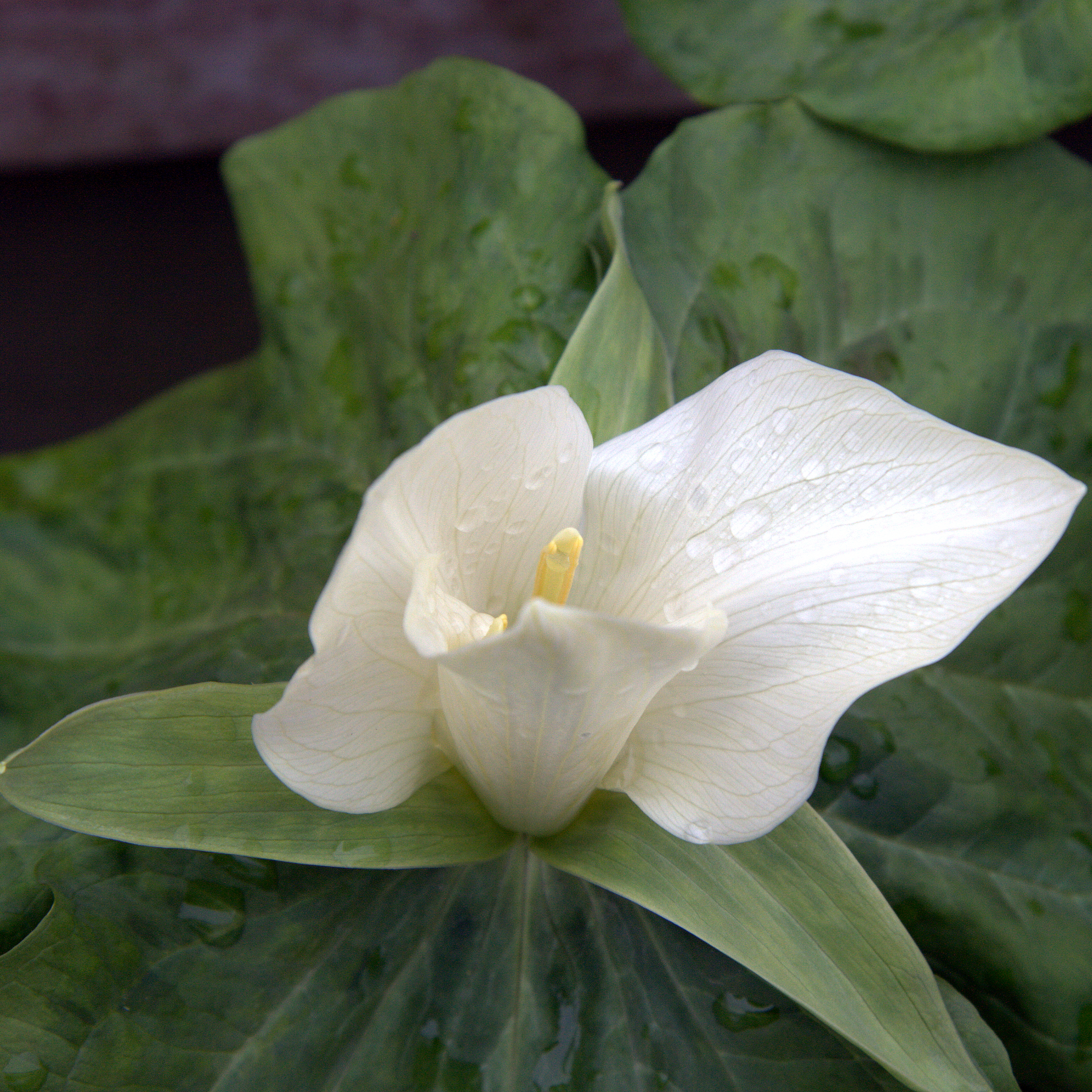
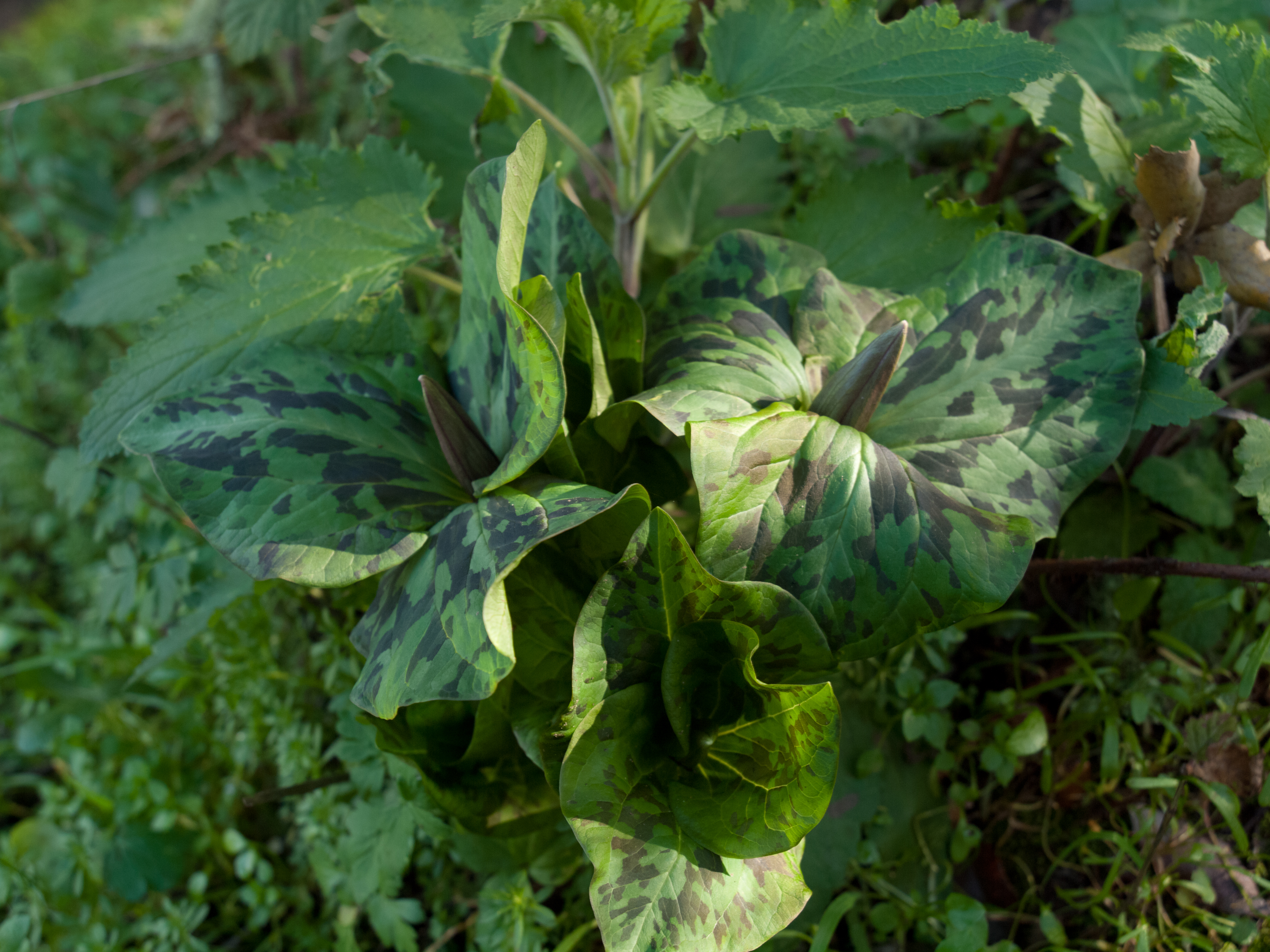
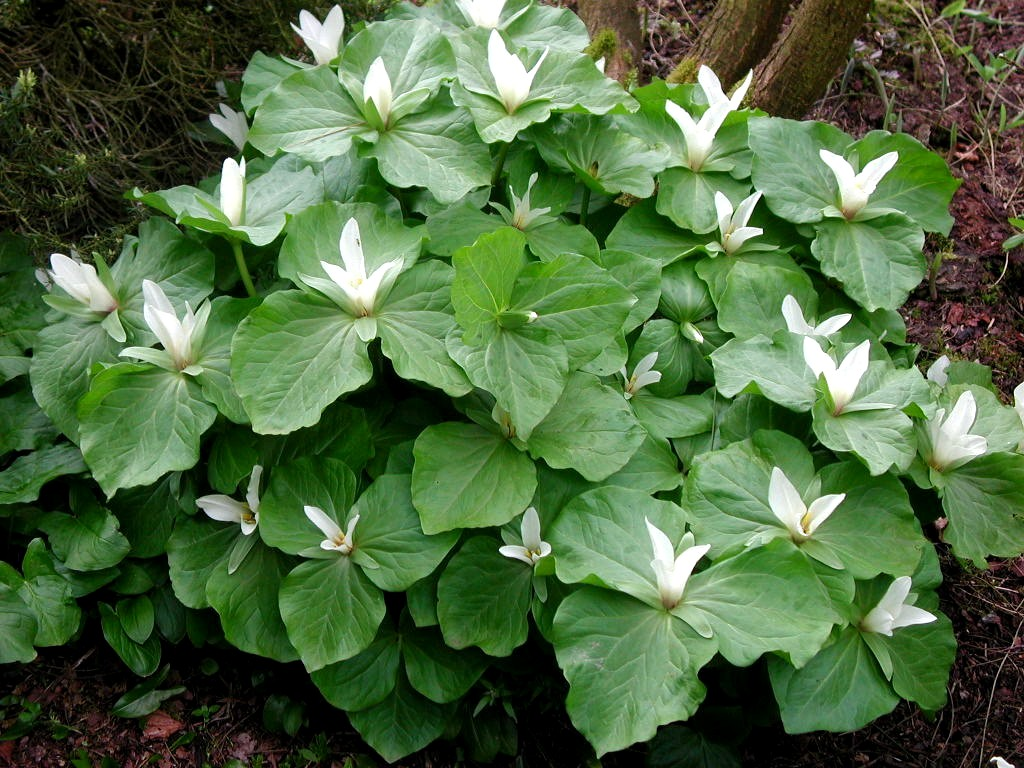
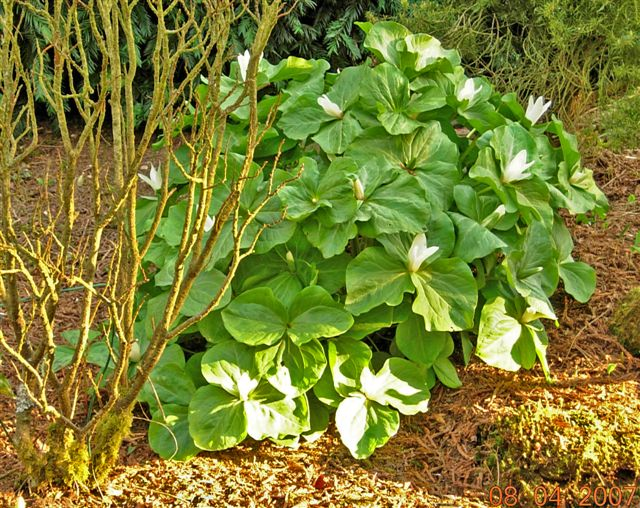